# Navenby
Navenby ist eine Gemeinde in Lincolnshire in England. Die Trabantenstadt liegt 14 km südlich von Lincoln, 14 km nordnordwestlich von Sleaford im Regierungsbezirk North Kesteven und hat 1666 Einwohner.
Im Dorf wurden ein Friedhof aus der Bronzezeit und die Überreste einer Siedlung aus der Eisenzeit entdeckt. Historiker gehen davon aus, dass Navenby ein wichtiger Ort auf der römischen Ermine Street war, da die Römer, Berichten zufolge, ein kleines Lager im Dorf unterhielten. Im 11. Jahrhundert erhielt Navenby ein Royal Charter von Eduard dem Bekenner und wurde dadurch Minderstadt. Das Royal Charter wurde später durch Wilhelm II., Eduard III. und Richard II. erneuert. Als der Markt im 19. Jahrhundert nicht mehr verwendet wurde, wurde Navenby wieder ein Dorf. Heutzutage dient es hauptsächlich als Trabantenstadt von Lincoln.
Ursprünglich wurde Navenby as Teil des Wapentakes Boothby Graffoe verwaltet. Erst ab dem frühen 17. Jahrhundert begann Navenby, sich selbst zu regieren. Inzwischen hat Navenby ein eigenes Parish Council, das sich um lokale Angelegenheiten kümmert.
Das Civil Parish Navenby ist ein ländlicher Raum, der mehr als 8,5 km² umfasst. Es überspannt die Ermine Street, eine Römerstraße, die zwischen 45 und 75 n. Chr. errichtet wurde und zwischen London und York verläuft. Der Viking Way, ein 237 km langer Fernwanderweg zwischen der Humber-Brücke in North Lincolnshire und Oakham in Rutland, verläuft ebenfalls durch das Dorf. Die Wikinger übten im 9. und 10. Jahrhundert einen großen Einfluss auf Lincolnshire aus, was sich u. a. darin widerspiegelt, dass viele Namen auf -by enden, wie beispielsweise Navenby. Namen mit -by standen für Halbbauernhöfe oder Dörfer.
Navenbys Einwohner arbeiten hauptsächlich in der nahe gelegenen Stadt Lincoln im Dienstleistungssektor. Niedrige Hauspreise sorgen dafür, dass ein Großteil der Menschen im eigenen Haus lebt, was nicht zuletzt der niedrigen Arbeitslosenquote zu verdanken ist. Dafür müssen Navenbys Einwohner einen relativ langen Weg zur Arbeit, durchschnittlich über 20 km, in Kauf nehmen.
Navenbys Zentrum ist ein denkmalgeschützter Bereich. Viele der Stein- und Ziegelhäuser sind mehrere hundert Jahre alt und teilweise sogar Listed Buildings. Besondere Gebäude des Dorfs sind unter anderem Mrs Smith’s Cottage, eine Ziegelhütte aus dem 19. Jahrhundert, und St Peter’s Church, welche vermutlich bereits im 13. Jahrhundert entstand.
Eine Straße und eine Buslinie sind die einzigen Möglichkeiten, nach Navenby zu kommen. Die A607 und die A15 führen beide zum Dorf; alle 30 Minuten fahren Busse von und nach Lincoln bzw. Grantham.
In Navenby selbst gibt es nur eine Grundschule, weiterführende Schulen befinden sich in den umliegenden Städten. Lincoln bietet die University of Lincoln und das Bishop Grosseteste University College.
Von ehemals vielen Gaststätten werden nur noch wenige bewirtschaftet. Die Regionalspeise ist Haslet, ein gewürzter Hackbraten aus Schweineinnereien. Angeblich sollen einige Straßen in Navenby verflucht sein, weil dort früher Leute gehängt worden seien.
Die Versorgung Navenbys durch den öffentlichen Dienst wird von den umliegenden Städten aus vorgenommen. Die zuständigen Polizeiwachen liegen in Lincoln, Sleaford und Grantham; die Feuerwachen in Lincoln und Grantham. Größere Krankenhäuser finden sich ebenfalls in Lincoln und Grantham.
Sport wird in Navenby von einem Bowlingklub und einem Fußballverein betrieben. Die nächstgrößere Profifußballmannschaft hat ihren Sitz in Lincoln. Darüber hinaus gibt es in Navenby einen Klub, der die historische Vergangenheit Navenbys aufklären will.

## Geschichte

### Frühe Geschichte
Archäologische Ausgrabungen rund um Navenby legen nahe, dass der Ort bereits seit der Bronzezeit, also ca. 600 v. Chr., bewohnt ist. An der Chapel Lane wurden Überreste von Bauernhöfen aus der Eisenzeit gefunden. Dieser Ausgrabungsort ist inzwischen von der Regionalregierung als Konservationsgelände geschützt. und wird von der Navenby Archaeology Group unterstützt.

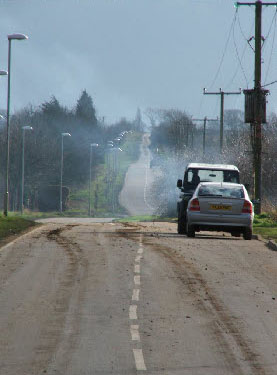
Heutiger Zustand der Ermine Street in Navenby

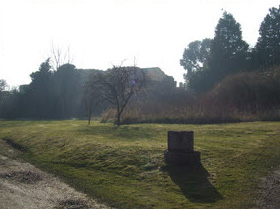
Die Überbleibsel von Navenbys Marktkreuz

Es wurden viele römische Artefakte gefunden, darunter Teile von Läden und Häusern, die zur Ermine Street zeigten, auf der römische Legionen von und zu der Legionsfestung bei Lincoln marschierten. Lincoln war damals sehr wichtig und vermutlich die Hauptstadt der römischen Provinz Flavia Caesariensis. Es gibt Hinweise darauf, dass Navenby ein wichtiger Stützpunkt entlang der Ermine Street war. Es ist überliefert, dass die Römer ein kleines Lager im Dorf unterhielten, und es wurden möglicherweise ein romano-britischer Tempel und Beerdigungsstätten freigelegt.
In der Nähe der Kreuzung von High Dyke und Chapel Lane wurden Leichenverbrennungen aus dem Zeitalter der Angelsachsen entdeckt. Überbleibsel aus der Spätzeit der Angelsachsen wurden ebenfalls unter und um St Peter’s Church gefunden. Dies legt nahe, dass sich das römische Dorf bis zum Zeitalter der Angelsachsen von der Ermine Street zu Church Lane und North Lane verlegt hat.
Navenbys angelsächsischer Name ist unbekannt. Der gegenwärtige Namen ist von dem altnordischen Nafni+by abgeleitet, was „Bauernhof oder Dorf von einem Mann namens Nafni“ bedeutet. Im Domesday Book aus dem Jahr 1086 erscheint Navenby als Navenbi und Navenebi.

### Mittelalter
Navenby war ursprünglich ein landwirtschaftliches Dorf und wurde zur Minderstadt, als es im 11. Jahrhundert ein Royal Charter von Eduard dem Bekenner erhielt. Dieses wurde später von Wilhelm II., Eduard III. und Richard II. erneuert.
Die breite Hauptstraße, auf der einst Bauern ihre Schafe zum Markt trieben, erinnert gegenwärtig noch an den einstigen Status als Minderstadt. Früher befand sich ein Marktplatz im Stadtzentrum, der durch ein Kreuz zu Ehren von Queen Eleanore gekennzeichnet war. Der Platz existiert inzwischen nicht mehr und das Kreuz ist nur noch eine Ruine.
Dokumente von Navenby als Parish gibt es ab 1681, obwohl die Aufzeichnungen der Bischöfe bis 1562 zurückreichen. Die Schriften zeigen, dass das Dorf mehrere jährliche Feste veranstaltete: ein Marktfest am 17. Oktober, auf dem Nutztiere gehandelt wurden, ein Fest am Donnerstag vor Ostern und ein Anstellungsfest am ersten Mai, bei dem sich die Sklaven versammelten und nach Arbeit suchten.
Aus den Aufzeichnungen geht außerdem hervor, dass ein Teil des Parishs Navenby 1772 eingefriedet wurde. Es wurde ein Arbeitshaus für die Armen errichtet, wenngleich das Gebäude später anderen Verwendungen zugeführt wurde. 1811 wurde eine Sick Society gegründet und 1816 wurde eine Parishschule neben St Peter’s Church errichtet. Infolge des Poor Law Amendment Act aus dem Jahr 1834 wurde Navenby Mitglied der Lincoln Poor Law Union.

### 19. Jahrhundert

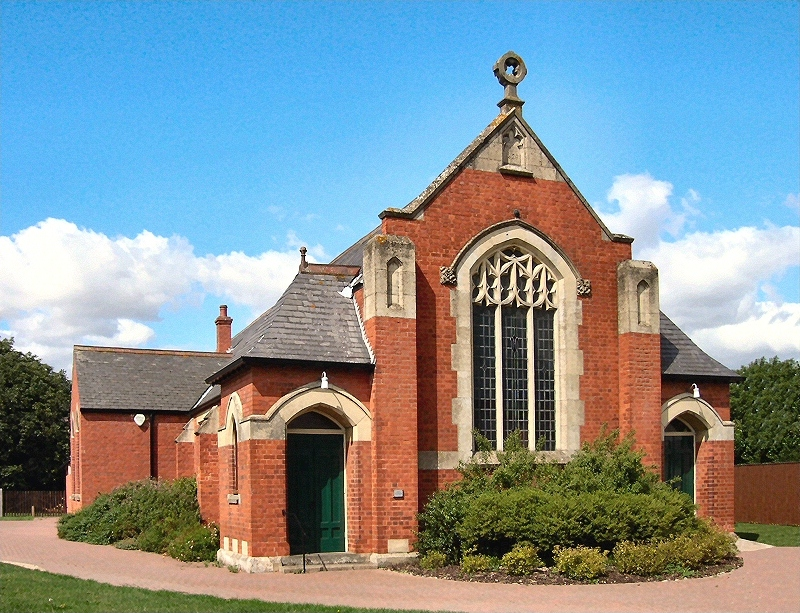
Methodistische Kirche in Navenby

Als der Markt zu Beginn des 19. Jahrhunderts geschlossen wurde, verlor Navenby seinen Status als Minderstadt und wurde wieder zum landwirtschaftlichen Dorf. Die Penny Cyclopaedia aus dem Jahr 1839 (hrsg. von The Society for the Diffusion of Useful Knowledge) beschreibt das Dorf wie folgt:

„Navenby liegt in der Harde Boothby Graffoe, Teilen von Kesteven, auf der Straße von Grantham to Lincoln, 200 km von London entfernt.
Die Kirche ist teilweise im Stil der frühenglischen und teilweise im Stil der spätgotischen englischen Architektur errichtet. Die Fenster der Kanzel sind feinste Stücke der Dekoration, besonders das Ostfenster, dessen Pfosten und Abmessungen bemerkenswert anmutig sind.
1833 gab es zwei Mädchenschulen mit 18 Kindern, zwei Tagesschulen mit 25 Kindern und eine Tages- und Sonntagsschule mit 109 Kindern unter der Woche und 166 am Sonntag.“

Viele Gebäude in Navenby wurden während des 19. Jahrhunderts errichtet, darunter eine kleine wesleyanische methodistische Kapelle im Jahr 1830, die 1840 komplett neu aufgebaut wurde. 1852 wurde eine Abstinenzhalle gebaut, die später als zweite Basis von den wesleyanischen Reformatoren verwendet wurde.
1844 wurde die Freiwillige Feuerwehr Navenby gegründet, die aus fünf Männern und einer manuellen Pumpe bestand. Die Provincial Gas Light and Coke Company lieferte ab 1857 Gas zur Straßenbeleuchtung im Dorf und 1867 wurde 1,2 km westlich des Dorfs ein Bahnhof auf dem Abschnitt des Great Northern Railway zwischen Lincoln und Grantham errichtet.
Ab 1871 war der Dekan und der Ortsverband von Lincoln der größte Gutsbesitzer und Lord of the Manor von Navenby. 2005 wurde eine Hexenflasche in den Grundmauern eines Bauernhofs in Navenby gefunden, die vermutlich aus ca. 1830 stammt. Die Flasche enthielt Nadeln, menschliches Haar und Urin und sollte das Haus vor bösen Flüchen schützen.

### Geschichte in der Moderne
Navenby war zu Beginn des 20. Jahrhunderts ein landwirtschaftliches Dorf, aber der Ausbruch des Ersten Weltkriegs brachte Veränderungen für die Dorfgemeinschaft mit sich. Im November 1917 wurde ein kleiner Flugplatz, Wellingore Heath, in der Nähe von Navenby eröffnet, um als Basis für das Royal Flying Corps und den Royal Naval Air Service zu dienen. Die flache Landschaft mit ihrer Lage oben auf den Klippen stellt sich als idealer Ort für Flugoperationen heraus.

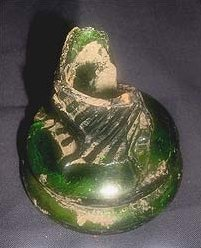
Die Hexenflasche aus Navenby

T. E. Lawrence, bekannt als Lawrence von Arabien, war 1926, kurz nach dem Krieg, auf dem RAF Cranwell stationiert, wo er eine überarbeitete Fassung seines Buches Die sieben Säulen der Weisheit schrieb. Er erwähnte damals Navenby in einem Brief an einen Freund: „Ich bin zu scheu, um nach Dreck zu suchen. Deshalb kann ich nicht mit den Kameraden in die Bordelle von Lincoln oder Navenby gehen. Sie denken, dass das daran liegt, dass ich überlegen bin: stolz oder merkwürdig oder 'piekfein', wie sie sagen: Und es liege daran, dass ich nicht wüsste, was ich machen solle, wie ich mich zu verhalten habe, wo ich aufhören sollte. Wieder Furcht: Überall Furcht.“
Der Flugplatz in Wellingore wurde nach dem Ende des Kriegs geschlossen, 1935 allerdings wiedereröffnet und seine Einrichtungen wurden im Winter 1939–40 erweitert. Bis dahin war er als RAF Wellingore bekannt. Group Captain Douglas Bader und Wing Commander Guy Gibson, beides regelmäßige Besucher Navenbys, waren dort stationiert. Die Basis diente als Ausweichlandeplatz für RAF Cranwell vom April 1944 bis zu ihrer endgültigen Schließung 1945. Danach wurde sie als Camp für Kriegsgefangene aus Deutschland und der Ukraine verwendet. Die Gefangenen wurden oft gezwungen, auf den umliegenden Feldern zu arbeiten.
Navenby verlor in den beiden Weltkriegen viele Männer. Das Kriegsdenkmal, ein rau gearbeitetes Keltenkreuz aus Stein auf einem dreistufigen Sockel, befindet sich im Kirchgarten von St Peter’s. Es wurde von Messrs G Maile & Son Ltd für £200 hergestellt und im April 1921 eingeweiht. Auf ihm sind die Namen der 22 Opfer des Ersten Weltkrieges und der 8 des Zweiten Weltkriegs eingraviert.
Nach einem anfänglichen Rückgang der Einwohnerzahl Navenbys zu Beginn des 20. Jahrhunderts stiegen die Zahlen nach dem Krieg stark an. Dieser Anstieg zeigt sich unter anderem in den 35 Häusern, die zwischen dem Ende des Ersten Weltkrieges und den 1950er Jahren gebaut wurden, sowie in anderen Bauprojekten ab den 1970ern. Nach dem Krieg wurde die Abhängigkeit von der Landwirtschaft verringert. Obwohl Navenby weiterhin von Bauernhöfen umgeben ist, ist es heutzutage hauptsächlich eine Trabantenstadt von Lincoln, Grantham und anderen. Die Zahlen aus 2001 zeigen, dass von 1666 Bewohnern fast 600 täglich zur Arbeit pendeln.

## Verwaltung
Das Parish Navenby war ursprünglich Teil des höheren Bereichs des Wapentakes Boothby Graffoe im Bezirk North Kesteven im County Lincolnshire. Der Begriff Wapentake stammt von den Wikingern und beschreibt eine Ansammlung von Parishs. Er bedeutete ursprünglich „zeige deine Waffe“; gemeint war damit, dass alle, die einen Vorschlag befürworteten, ihre Schwerter oder Äxte zum Zeichen der Zustimmung heben sollten.
In seinem Buch Die Geschichte der Grafschaft Lincoln schreibt Thomas Allen 1834:

„Das Wapentake Boothby Graffoe ist im Nodern durch das Wapentake Lawress, im Osten durch die Wapentakes Lincoln Liberty und Langoe, im Süden durch das Wapentake Loveden und im Westen durch Nottinghamshire begrenzt. Es ist in Hohe und Niedrige Bereiche aufgeteilt. Durch dieses Wapentake verläuft eine Römerstraße von Lincoln nach Brough, einem Dorf, das knapp außerhalb des Countys liegt. Der Hohe Bereich des Wapentakes Boothby Graffoe enthält die Dörfer Boothby, Coleby, Harmston, Navenby, Skinnard, Swinethorpe, Welbourn und Wellingore. Navenby ist eine ehemalige Minderstadt.“

Navenby war vom elften bis zum 19. Jahrhundert als altertümliches Parish eingestuft, da es „unter die Gerichtsbarkeit eines Geistlichen“ fiel und vor 1597 existierte. Alte Aufzeichnungen belegen, dass der Manor of Navenby 1292 dem Dekan und der Ortsverwaltung von Lincoln übergeben wurden. Das Geld, das durch die Landvermietung eingenommen wurde, verwendete Roger de Newton, erster Bewohner der Kantoreikapelle in Harby, um das Gebäude instand zu halten. Dies geschah nach dem Tod von Königin Eleonore, Frau von Eduard I., während sie Lincoln besuchte. Eleonore starb in de Newtons Villa im November 1290 und die Kapelle wurde ihr zu Ehren errichtet.
Infolge der Auflösung der englischen Klöster und der Tudor Poor Law Acts aus dem Jahr 1601 begann das Parish, bürgerliche und geistliche Aufgaben zu übernehmen. Das geistliche Parish Navenby war ursprünglich Teil des Longoboby Rural Deanery, wurde aber 1968 in das Graffoe Rural Deanery verlegt und ist immer noch Teil der Diocese of Lincoln. Navenby wurde im 19. Jahrhundert offiziell zum Civil Parish und trat 1834 der Lincoln Poor Law Union bei. Das Parish war u. a. Teil des Lincoln Rural Sanitary District. Die Grenzen des Civil Parish Navenby wurden 1931 angepasst, sodass sie nun zusätzlich das nahe gelegene Civil Parish Skinnand umschlossen.:S. 273.
Aufgrund des Local Government Act 1888 wurde Navenby von 1894 bis 1931 vom Branston Rural District Council regiert. Danach fiel das Dorf von 1931 bis 1974 unter die Kontrolle des North Kesteven Rural District Council, nachdem der Local Government Act 1972 die Bezirke Holland, Kesteven und ein großer Teil von Lindsey zum Shire County Lincolnshire zusammenfasste. Navenby ist immer noch Teil des Bereichs North Kesteven.
Vor dem Reform Act von 1832 stellte Lincolnshire zwölf Parlamentsabgeordnete, davon zwei für das County, zwei für die Stadt Lincoln und zwei für die Vorstädte Boston, Grantham, Great Grimsby und Stamford. Aufgrund des Gesetzes wurden Lincolnshires Wahlkreise angepasst und Navenby wurde Teil des South Division Parliamentary District for Lincolnshire. Zwei Kandidaten der Whig-Partei, Henry Handley und Gilbert John Heathcote, gewannen die erste Wahl. Das Dorf blieb Teil der South Division, bis es 1867 in die Mid Division verlegt wurde. 1885 trat es der North Kesteven Division bei und wurde 1918 Teil der Grantham Division bis 1974.
Inzwischen hat Navenby sein eigenes Parish Council, das sich um Angelegenheiten, wie die Aufwertung von Spielplätzen und den Schutz von Plätzen öffentlichen Interesses kümmert. Das Council hat seinen Sitz an der High Street in Navenby. Der Vorsitzende ist Steve Woollas und die Vizevorsitzende ist Margaret Lyon (Stand 2008). Die zweite Instanz von Navenbys Regionalregierung ist das von Konservativen kontrollierte North Kesteven District Council, welches sich um Wohnungsprobleme und öffentliche Gesundheitsversorgung kümmert. Das Council hat seinen Sitz in der Kesteven Street in Sleaford. Navenby wird von zwei Ratsmitgliedern, Marianne Jane Overton (Independent) und Michael David Wylie (ehem. Independent, jetzt Konservativer), im District Council vertreten. Sie wurden im Mai 2007 gewählt.
Das von Konservativen kontrollierte Lincolnshire County Council ist die oberste Instanz der Regionalregierung Navenbys. Es ist verantwortlich für Autobahnen, Plätze besonderen Interesses und Schulen. Sein Sitz befindet sich in den County Offices in Newland in Lincoln. Navenby hat eine Vertreterin in diesem Council, Marianne Jane Overton. Auf Regierungsebene wird Navenby von Right Honorable Douglas Hogg QC, konservativer Parlamentsabgeordneter für den Wahlbezirk Sleaford and North Hykeham, vertreten. Er ist ehemaliger Landwirtschafts-, Fischerei- und Lebensmittelminister und sein Wahlbezirksbüro ist in Sleaford.
Navenby fällt in den Wahlbezirk East Midlands für das Europäische Parlament. Dieser wird von sechs Politikern, darunter der ehemals Konservativen, jetzt Liberal Democrat Bill Newton Dunn, vertreten. Newton Dunn lebt in Navenby; auf europäischer Ebene ist er Vizevorsitzender für äußere Angelegenheiten, Menschenrechte und des Common Security and Defence Policy Committee. In den 1980er Jahren prägte Newton Dunn den viel verwendeten Ausdruck „Demokratiedefizit“.

## Geographie

### Topographie
Das Civil Parish Navenby enthält die alte Römerstraße Ermine Street, die regional als High Dyke bekannt ist. Die Straße verläuft zwischen den nebeneinanderliegenden Dörfern Boothby Graffoe und Wellingore und erschließt mehr als 8,5 km². Der Viking Way, ein 237 km langer Fußweg zwischen der Humber-Brücke in North Lincolnshire und Oakham in Rutland verläuft ebenfalls durch das Dorf.
Navenby liegt bei 53° 7′ N, 0° 31′ W und ist als Lincolnshire Cliff Village (Licolnshire-Klippendorf) bekannt, da es auf einem Felenkamm liegt, der Lincoln Edge oder Lincoln Cliff genannt wird. Die kleine Klippe ist einer von nur wenigen Hügeln in Lincolnshire. Navenby liegt 14 km südlich von Lincoln und 14,3 km nordnordwestlich von Sleaford. Aufgrund seiner Lage hat es warme Sommer und trockene kalte Winter.
Im Eiszeitalter war die Region um Navenby überwiegen mit Eisplatten bedeckt, was die Topographie und die Bodenbeschaffenheit beeinflusst hat. Ein Großteil Lincolnshires liegt niedrig, örtlich teilweise unterhalb der Meereshöhe, aber Navenbys Lage auf der Spitze einer Klippe führt dazu, dass es im Mittel auf 69 m liegt, sodass das Flusstal des Witham von Navenby aus gut einzusehen ist.
Das Parish Navenby hat eine längliche Ausdehnung in Ost-West-Richtung. Es reicht im Osten bis Lincoln Heath und im Westen bis zum Fluss Brant. Die Größe des Parishs hat sich über die letzten zwei Jahrhunderte verändert. 1821 war es 8,5 km² groß, 1951 schon 13,45 km².

### Wohnungen, Straßen und in der Nähe gelegene Orte

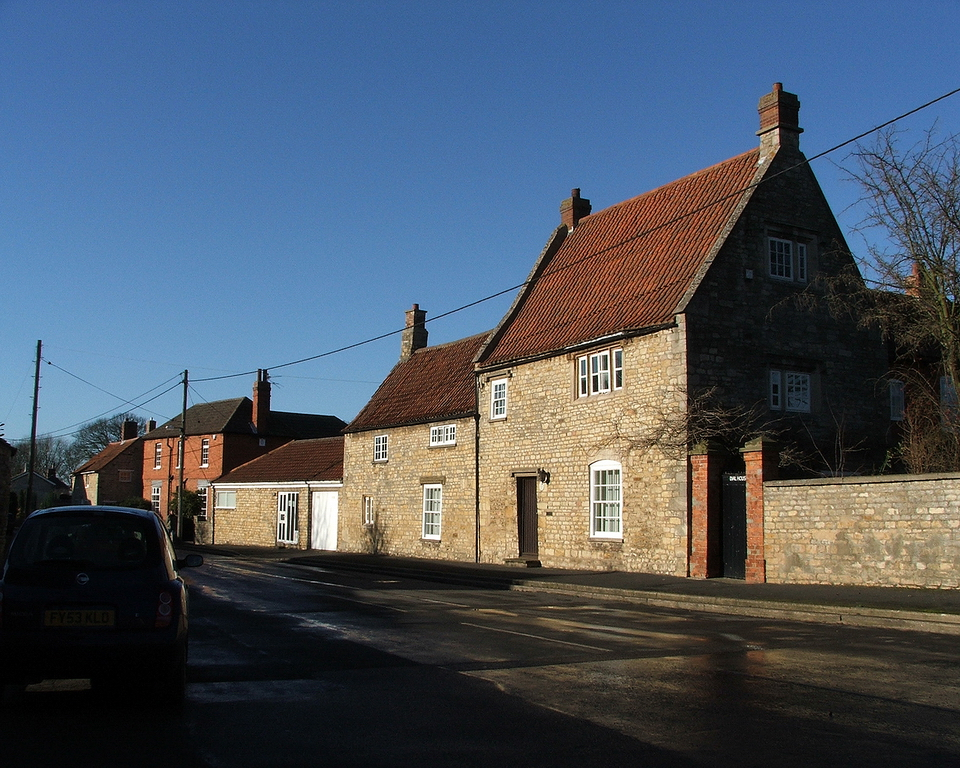
Dial House in Navenby, Listed Building der Kategorie II

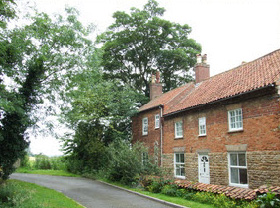
Clint Lane in Navenby, Listed Building der Kategorie II

Obwohl Hauspreise in Navenby schon immer unter dem Landesdurchschnitt lagen, stiegen sie in den letzten Jahren stark an. Der Land Registry zufolge stieg der durchschnittliche Hauspreis 2004 um 8,2 % auf £163.186 an; 1999 lag er bei £60.000. Im Bezirk um Navenby herum – North Kesteven – sind Häuser nach wie vor ziemlich günstig. Daher werden 77 % der Häuser vom Eigentümer bewohnt – dies ist mehr als der Landes- und Regionaldurchschnitt. Die Preissteigerungen der letzten Jahre führen dazu, dass Häuser für Menschen mit durchschnittlichem Einkommen zunehmend unerreichbar werden. Eine Studie über Wohnungsbedarf, die 2004 von Fordham Associates im Auftrag des North Kesteven District Council durchgeführt wurde, hat gezeigt, dass in den nächsten fünf Jahren jährlich 460 „erschwingliche Häuser“ in Navenby und den umliegenden Dörfern gebaut werden müssen.
Zu den bekannten Häusern in Navenby zählen das Dial House (Listed Building der Kategorie II), das ein Priesterloch hat, und die Alte Pfarrei in der North Lane, die 1859 von dem Londoner Architekten H A Darbyshire aus Bruchsteinen erbaut wurde.
Viele Straßennamen in Navenby erinnern an die Vergangenheit des Dorfs. Beispielsweise hieß die heutige Clint Lane früher Watery Lane, was vermutlich an der Vielzahl von Brunnen liegt, die sich an dieser Straße befanden. Der einzige Ort entlang der Clint Lane, der heutzutage noch als „watery“ beschrieben werden kann, ist ein Ententümpel. Die Gebäude entlang der Straße sind eine bunte Mischung von Häusern aus dem 18. Jahrhundert, viktorianischen Besitztümern, Listed Buildings der Kategorie II und Wohnungen aus dem 20. Jahrhundert.
Die Gas Lane, welche neben der Clint Lane liegt, hieß ursprünglich Meg’s Lane. Sie wurde in Gas Lane umbenannt, nachdem The Provincial Gas Light and Coke Company dort 1857 einen Sitz eröffnete. Die Firma ging später in die Navenby and Wellingore Gas Light and Coke Company über. Obwohl die Gasfirma schon lange weg ist, hat der Straßenname bis in die Gegenwart überlebt.
Die heutige Church Lane hieß früher Church Street. Die Straße wurde nach der Dorfkirche St Peter’s benannt, die sich hier zusammen mit einer ehemaligen Dorfschule (inzwischen ein Privathaus) befindet. Die Schule wurde 1816 durch Mitgliederbeiträge errichtet und trägt die Inschrift „The Benefit Society 1821“.
| Haddington, North Hykeham, Aubourn, Saxilby          | Boothby Graffoe, Coleby, Harmston, Waddington, Bracebridge Heath, Lincoln | Blankney, Metheringham, Branston               |
| Skinnand, Bassingham, Norton Disney, Newark-on-Trent | Kompassrose, die auf Nachbargemeinden zeigt                               | Scopwick, Coningsby, Woodhall Spa, Tattershall |
| Brant Broughton, Welbourn, Leadenham                 | Wellingore, Temple Bruer, Grantham                                        | Digby, Ashby de la Launde, Ruskington          |

### Klima
Nach der Klimaklassifikation nach Köppen herrscht auf den Britischen Inseln ein Seeklima, das sich durch verhältnismäßig kühle Sommer und milde Winter auszeichnet. Im Vergleich mit anderen Teilen des Landes sind Lincolnshire – und Navenby – etwas wärmer und sonniger im Sommer und kälter im Winter. Aufgrund Navenbys Lage im Landesinneren, weit entfernt vom Niederschlagsgebiet der meisten Tiefdruckgebiete vom Atlantik, ist es einer der trockensten Wohnorte im Vereinigten Königreich. In Navenby fallen durchschnittlich weniger als 600 mm Regen pro Jahr. Das Jahresmittel des täglichen Sonnenscheins liegt in Navenby bei vier Stunden und zwölf Minuten. Nicht zuletzt das Nichtvorhandensein jeglicher Erhebungen trägt vermutlich dazu bei, dass dieses Gebiet einer der sonnigsten Teile der Britischen Inseln ist.

## Demographie
| Volkszählung 2001                   | Navenby | North Kesteven | England    |
| ----------------------------------- | ------- | -------------- | ---------- |
| Gesamtbevölkerung                   | 1.666   | 94.024         | 49.138.831 |
| Langwierige Krankheit               | 19,2 %  | 17,8 %         | 18,2 %     |
| Arbeitslos                          | 2,4 %   | 2,4 %          | 3,4 %      |
| 75 Jahre und älter                  | 11,4 %  | 8,3 %          | 7,6 %      |
| Durchschnittsalter                  | 43,6    | 40,8           | 38,6       |
| Weiße Hautfarbe                     | 98,9 %  | 98,9 %         | 90,9 %     |
| Christen                            | 85,2 %  | 82,4 %         | 71,8 %     |
| Verheiratet oder erneut verheiratet | 64,0 %  | 61,4 %         | 50,9 %     |
| Guter Gesundheitszustand            | 68,7 %  | 69,6 %         | 68,6 %     |
| Allein lebend                       | 24,5 %  | 24,8 %         | 30,0 %     |
| Von Eigentümern bewohnte Immobilien | 83,7 %  | 77,1 %         | 68,9 %     |
| Akad. Grad oder höherer Abschluss   | 21 %    | 16,2 %         | 19,8 %     |
| Kostenlose Hilfe-Empfänger          | 10,3 %  | 10,2 %         | 10,0 %     |
| Zwei oder mehr Autos                | 38,6 %  | 36,3 %         | 29,4 %     |

Die Volkszählung im Vereinigten Königreich 2001 ergab, dass Navenby 861 Haushalte und 1.666 Einwohner hatte. Davon waren 792 Männer und 874 Frauen. Daraus ergibt sich ein Ansteigen der Einwohnerzahl um über 70 % in den letzten 30 Jahren, was sich hauptsächlich auf laufende Hausbauprojekte zurückführen lässt.
Die Zählung ergab außerdem, dass es nur drei Zweithäuser im Dorf gab, aber viele Einwohner täglich zur Arbeit pendeln. Ein Großteil der Häuser wird vom Besitzer bewohnt und nur knapp über 100 sind von der Gemeindeverwaltung oder einem privaten Grundeigentümer gemietet. Viele der Häuser (über 500) sind freistehend, es gibt durchschnittlich 6,03 Zimmer pro Haus und die durchschnittliche Personenzahl pro Haushalt liegt bei 2,31.
Es gibt nur wenig unterschiedliche ethnische Gruppen in Navenby. Die Statistik aus dem Jahr 2001 beziffert 703 Haushalte (von 707 Befragten) mit weißer Hautfarbe. Von diesen 707 waren 104 allein lebende Rentner, 176 Pärchen ohne Kinder, 27 allein erziehende Elternteile und 153 Pärchen mit nicht erwachsenen Kindern. 343 Haushalte hatten mindestens ein Fahrzeug. Es gibt eine überraschend hohe Krankheitsrate, 237 Haushalte haben einen oder mehrere Bewohner mit einer langwierigen Krankheit. Insgesamt bezeichnen sich 82 % als Christen.
Die meisten Bewohner Navenbys sind zwischen 25 und 44 Jahren alt; 2001 lagen 451 Menschen in diesem Bereich. Knapp dahinter folgen die Altersgruppen von 45 bis 64 Jahren (422 Menschen) und 5 bis 15 Jahren (221 Menschen). In der Unterzahl sind Kinder unter 4 (69 Menschen) und Jugendliche zwischen 16 und 24 (115 Menschen). Fast 200 Menschen (190) in Navenby waren älter als 75. Das Durchschnittsalter von Navenbys Bevölkerung liegt bei 43,48 Jahren und das mittlere Alter bei 43,50 Jahren. 1851 starben 136 von 1000 Babys im ersten Lebensjahr. Diese Zahl sank 1911 auf 107 pro 1000 und 2001 auf drei pro 1000.
Navenby hat eine niedrige Arbeitslosenquote, allerdings arbeiten die meisten Bewohner außerhalb des Dorfs. Fast 600 Leute pendeln jeden Tag, wobei die durchschnittliche Strecke 20,18 km beträgt. Die Volkszählung aus dem Jahr 2001 ergab, dass von 1.186 Befragten zwischen 16 und 74 Jahren 722 erwerbstätig waren, wobei Männer durchschnittlich 44,79 und Frauen 31,23 Stunden pro Woche arbeiten. Die Dienstleistungsindustrie war der größte Sektor der regionalen Wirtschaft. Sie beschäftigte 67 % aller Arbeiter, wobei 1841 48 % in der Landwirtschaft arbeiteten. Herstellende Arbeit wurde 2001 von 178 Menschen verrichtet, während 565 in der Dienstleistungsbranche tätig waren. Von diesen Arbeitnehmern wurden 371 als Manager und Fachmänner eingestuft. 1841 hatten nur 16,6 % der männlichen Arbeiter Mittelklassejobs, aber 2001 war diese Zahl auf 47,9 % angestiegen.
2001 hatten 591 Menschen niedrige oder keine Ausbildungsabschlüsse, während 328 Personen ein Diplom, akademischen Grad oder ähnliches hatten. Im Kontrast dazu gingen 1851 53 % der Kinder zwischen 5 und 14 Jahren in die Schule, während heutzutage 58 % der Jugendlichen zwischen 16 und 17 Jahren in der Schule bleiben.
| Jahr                                             | 1801 | 1811 | 1821 | 1831 | 1851  | 1871  | 1901 | 1911 | 1921 | 1951 | 1971 | 2001  |
| ------------------------------------------------ | ---- | ---- | ---- | ---- | ----- | ----- | ---- | ---- | ---- | ---- | ---- | ----- |
| Einwohnerzahl                                    | 479  | 542  | 625  | 778  | 1,057 | 1,000 | 779  | 796  | 824  | 851  | 938  | 1,666 |
| Entwicklung der Einwohnerzahlen Navenbys Quelle: |      |      |      |      |       |       |      |      |      |      |      |       |

## Wirtschaft und Medien
Navenby war ursprünglich ein landwirtschaftlich geprägtes Dorf, in dem die meisten Leute von der Bestellung des eigenen Bodens lebten oder ihre Waren auf dem Markt handelten. Statistiken belegen, dass 1841 48 % aller Dorfbewohner in der Landwirtschaft arbeiteten, doch heute ist die Mehrheit der Dorfbewohner, 67 %, in der Dienstleistungsindustrie beschäftigt und die meisten pendeln zu einer Arbeitsstätte außerhalb von Navenby. Es gibt allerdings auch in Navenby Arbeit, vor allem in der dicht mit Läden besetzten High Street. Im Dorf finden sich eine Arztpraxis, eine Wohnungsbaugesellschaft und eine Anlage für betreutes Wohnen.
Das nahegelegene Lincoln bietet eine breiter gefächerte Auswahl an Arbeit an. Dort besteht die Wirtschaft hauptsächlich aus öffentlicher Verwaltung, Handel, Ackerbau und Tourismus. In den letzten Jahren hat Lincoln stark seinen Einzelhandelssektor erweitert, um mit den Nachbarstädten Nottingham und Sheffield mithalten zu können.
Die Regionalzeitung für Navenby ist das Lincolnshire Echo, welches Neuigkeiten, Sportberichte und Stellenanzeigen beinhaltet. Der regionale Radiosender für das Dorf ist BBC Radio Lincolnshire, welcher auf 94,9 FM sendet und Lincs FM auf 102,2 FM. Der neueste Sender ist Siren FM, ein gemeinschaftlich betriebener Radiosender, der auf 107,3 FM von der Universität Lincoln aus sendet.

## Bekannte Gebäude
Navenbys Zentrum ist ein denkmalgeschützter Bereich; viele der Stein- und Ziegelhäuser sind mehrere hundert Jahre alt. Über 20 Anwesen, sowie die rote Telefonzelle aus dem Jahr 1935 in der High Street, sind Listed Buildings.

### Mrs Smith’s Cottage

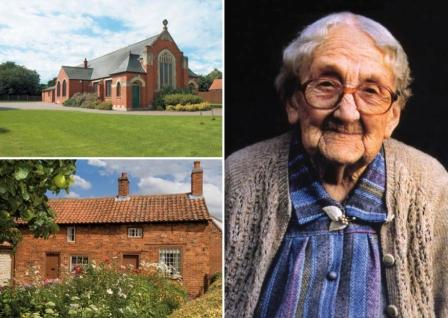
Mrs Smith. Links unten ihre Hütte und darüber die methodistische Kirche in Navenby, der sie angehörte.

Mrs Smith’s Cottage (Mrs Smiths Hütte) ist ein Listed Building der Klasse II aus der Mitte des 19. Jahrhunderts. Es ist mit roten Ziegeln aus dem frühen viktorianischen Zeitalter gebaut. Der Eisenherd, das Herz des Hauses, wurde bis zur Mitte der 1990er Jahre zum Kochen und Heizen verwendet. Die Schlafräume sind nur über eine Leiter erreichbar. In den 1930ern wurden Stromleitungen verlegt. Die übrigen sichtbaren modernen Installationen beschränken sich auf einen Kaltwasserhahn – in den späten 70er Jahren installiert, um zu verhindern, dass die Regionalregierung die Hütte für abrissreif erklärt – und eine Toilette im Haus. Das Plumpsklo und Waschhaus im Freien sind noch vorhanden.
Die Hütte ist nach ihrer letzten Bewohnerin, Mrs Hilda Smith, benannt, die hier bis zu ihrem Tod 1995 im Alter von 102 Jahren lebte. Als sie starb, initiierten die Einwohner eine Kampagne, um sicherzustellen, dass die Hütte als Besonderheit Navenbys erhalten bleibt.
Seit 2000 ist die Hütte ein Museum, nachdem sie offiziell dazu erklärt wurde. Sie ist fast das ganze Jahr über geöffnet und wird von Freiwilligen betrieben. Der alte Schweinestall und Vorratsschuppen wurden aufgrund ihres irreparablen Zustands abgerissen und die Ziegel dazu verwendet, ein Besucherzentrum zu errichten, in dem Ausstellungen über Navenby und Umgebung stattfinden.

### St Peter’s Church
Die Kirche in Navenby, ein Listed Building der Kategorie I, ist Simon Petrus gewidmet. Obwohl die Aufzeichnungen des Parishs bis 1681 und die der Bischöfe bis 1562 zurückreichen, ist es schwierig, das Gebäude zu datieren, da es ein Mix vieler unterschiedliche Stilrichtungen ist. Vermutlich stammt der Bau aus dem 13. Jahrhundert.

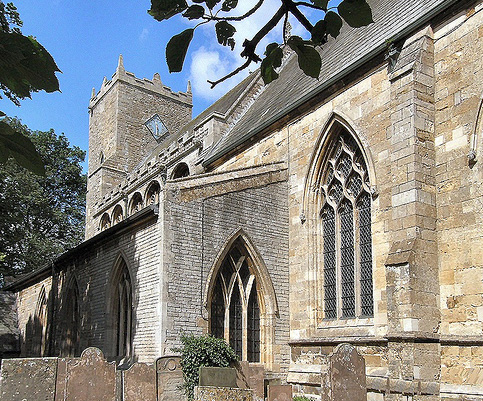
St Peter’s Church 2006

St Peter’s Church besteht aus drei Teilen; einer davon ist der Westturm aus der Mitte des 19. Jahrhunderts, der seinen Vorgänger 1859–60 ersetzte, nachdem dieser zusammengebrochen war. Der Obergaden ist mit Schilden in Vierpässen verziert und lässt durch eng beieinander liegende dreiteilige Fenster Licht herein. Der hohe verzierte Altarraum hat sehr große Fenster. Die Seitenfenster haben eine netzähnliche Unterteilung. Das große Ostfenster wurde 1875–76 teilweise neu gebaut.
Die Sedilien und Piscina stammen vermutlich aus der Zeit William de Herleston, der von 1325 bis 1329 Pfarrer in St Peter’s Church war. Er war Kanzler Eduard I.s und wurde später Domherr von Llandaff. Das Gründergrab, welches in einem leicht unterschiedlichen Stil angelegt wurde, ist vermutlich das seines Vorgängers, John de Fenton, der bis 1832 Pfarrer war. Das Taufbecken ist ein großzügiges viktorianisches Artefakt von Charles Kirk Junior, das auf der Weltausstellung 1862 in London präsentiert wurde. Die Kanzel stammt aus der Zeit Jakob II. und der Lettner aus 1910. Die Royal Arms sind unterschrieben mit „Thomas Hunton aus Lincoln. Maler 1710.“ Es gibt eine Grabplatte aus dem 13. Jahrhundert, in der auf normannisch steht: „Betet für Richard de Lue“ (Louth).
Die Kirche hat eine österliche Grabkammer. Die Gravierung wird als eine der besten Lincolnshires, wenn nicht des ganzen Landes, angesehen und wird in fast jedem Buch über Kirchen und deren Architektur erwähnt. The churchyard is managed as a nature reserve.
1982 drohten die Kirchenverwalter, die Kirche zu schließen, nachdem ihnen untersagt worden war, Silberschmuck zu verkaufen, um dringen notwendige Reparaturen zu finanzieren. Der Erzdiakon, Venerable Michael Adie, beschloss, dass derartige Geschäfte gegen die Richtlinien der Kirche verstoßen und Gelder in der Region aufgebracht werden müssen.

## Öffentlicher Verkehr
Das Dorf Navenby liegt am östlichen Ende des Parishs Navenby und ist am besten mit dem Auto zu erreichen. Die Fernverkehrsstraße A607 mitten durch das Dorf verläuft. Navenby kann ebenfalls von der A15 aus erreicht werden, die am Ende der Green Man Lane vorbeiführt und Lincoln mit Sleaford verbindet. Auf der Website RoadGhosts.com wird behauptet, die sei eine der mit den meisten Flüchen belegten Straßen in Großbritannien.
Navenby hatte einst einen eigenen Bahnhof, der 1867 auf der Strecke des Great Northern Railway zwischen Lincoln und Grantham gebaut wurde. 1962 fiel er den Rückbauplänen der Regierung nach dem Zweiten Weltkrieg zum Opfer, als versucht wurde, die Bahn zu modernisieren und wieder profitabel zu machen. Zwischen 1948 und 1962 wurden ungefähr 5.340 km Schienen stillgelegt, darunter u. a. der Bahnhof von Navenby. Heutzutage sind die Bahnhöfe Lincoln, Sleaford, Grantham und Newark North Gate am nächsten zu Navenby. Grantham und Newark sind Teil der Hochgeschwindigkeitsverbindung zwischen London und Schottland, der East Coast Main Line.
Es gibt nur wenige Buslinien von und nach Navenby. Die wichtigste Buslinie, Linie 1, wird von der Stagecoach Group betrieben. Auf ihr fahren Busse von Lincoln über Navenby nach Grantham entlang der A607 im 30-Minuten-Takt, täglich von 7 bis 19 Uhr, ausgenommen sonntags. Die Linie wird ebenfalls in die entgegengesetzte Richtung, von Grantham über Navenby nach Lincoln, bedient. Hodson’s Coaches in Navenby betreibt einen Bus, der sonntags nach Lincoln fährt.

## Bildung
Navenby hat eine eigene Dorfschule, die Navenby Church of England Primary School. Dies ist eine von Freiwilligen betreute Schule für Kinder von 4 bis 11 Jahren. Es gibt einige nahe gelegene weiterführende Schulen für ältere Schüler, aber keine liegt im Dorf selbst. Das Lincolnshire County Council ermöglicht es Eltern, auszuwählen, in welche Schule ihr Kind gehen soll, anstatt die Kinder nach Einzugsbereichen auf die Schulen zu verteilen. Die Navenby am nächsten gelegene Schule ist die Sir William Robertson High School in Welbourn. Dies ist eine Gesamtschule für Jungen und Mädchen, welche nach dem Field Marshal William Robertson, der in Welbourn geboren wurde und im Ersten Weltkrieg gedient hat, benannt ist.

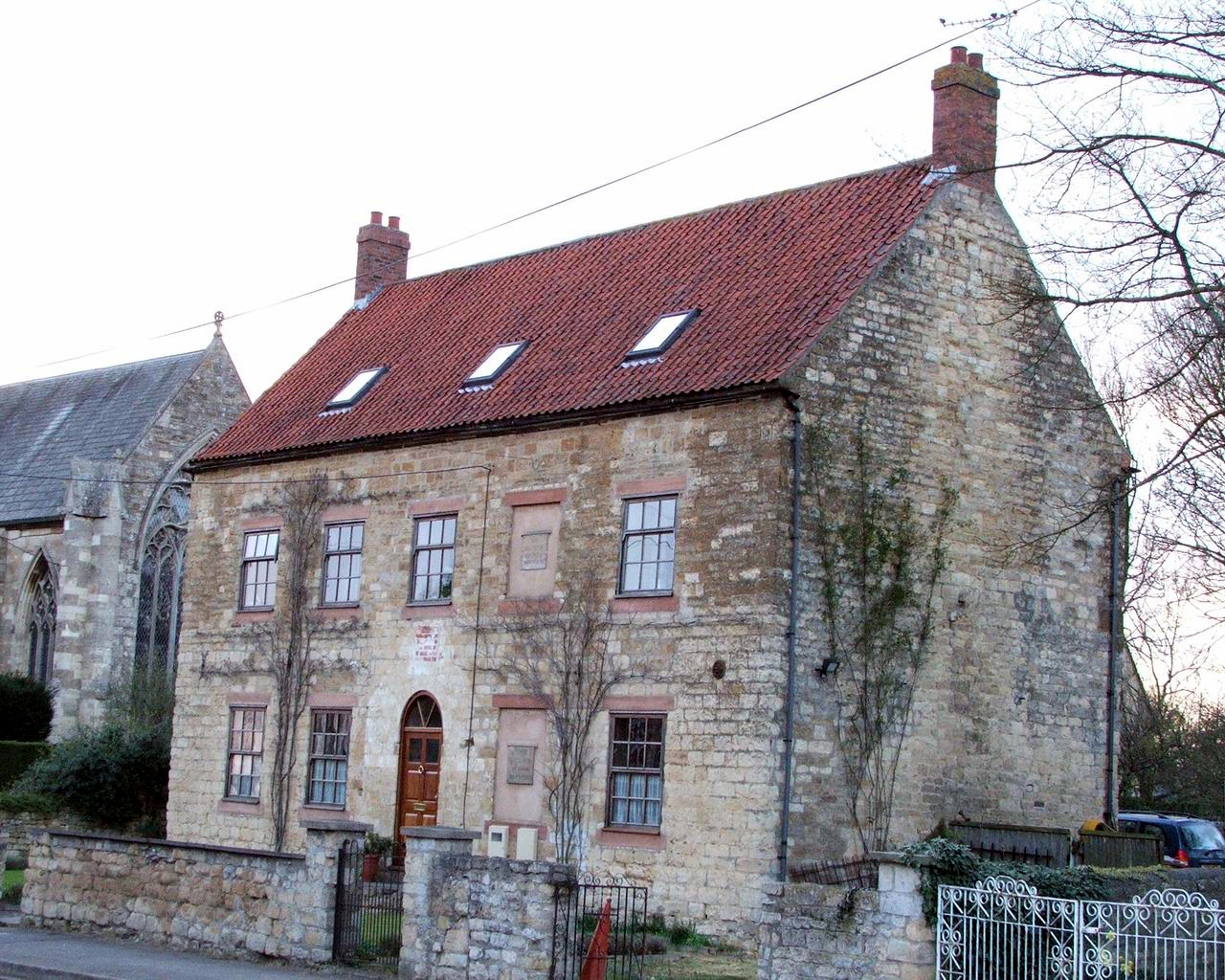
Die alte Schule in der Church Lane

Andere in der Nähe (16 km Radius) gelegene weiterführende Schule sind beispielsweise das Branston Community College, und zwei Gymnasien im nahe gelegenen Sleaford – Carre's Grammar School für Jungen und Kesteven and Sleaford High School für Mädchen. In Lincoln gibt es außerdem Privatschulen.
Lincoln hat zwei höhere Bildungseinrichtungen, die ältere davon ist das Bishop Grosseteste University College. Es wurde 1862 als Ausbildungseinrichtung für Lehrer gegründet und ist mit der Anglikanischen Gemeinschaft verbunden. In den 1990er Jahren hat das College sich erweitert und den Schwerpunkt auf Kunst und Theater gelegt. Die größere University of Lincoln startete 1996 als University of Lincolnshire and Humberside, als die University of Humberside einen Campus in Lincoln neben dem See Brayford Pool eröffnete. Lincoln Art College und Riseholme Agricultural College, welche vorher Teil der De Montfort University in Leicester waren, wurden 2001 in die Universität integriert. 2002 wurde der Name in University of Lincoln geändert. Im akademischen Jahr 2005/6 waren 8.292 Studenten an der Universität eingeschrieben.
Viele ansässige weiterführende Schulen bieten Oberstufen und weiterführende Kurse für Schüler über 16 an. Ähnliches wird vom Lincoln College angeboten, der mit 18.500 Studenten größten Bildungseinrichtung in Lincolnshire.

## Kultur
Navenby hatte früher mehrere Gaststätten, aber The Butcher’s Arms und The Green Man Inn sind schon seit einiger Zeit Privathäuser. Gegenwärtig gibt es nur noch The King’s Head und The Lion and Royal.
Das Listed Building der Kategorie II aus dem 18. Jahrhundert mit dem Namen King’s Head ist vermutlich die älteste Gaststätte im Dorf; das in der Nähe liegende Lion and Royal stammt aus dem Jahr 1824 und ist ebenfalls ein Listed Building der Kategorie II. Vermutlich hieß es bei der Eröffnung nur The Lion und Royal wurde später zu Ehren eines besonderen Gastes hinzugefügt. Über der Eingangstür befindet sich ein großes Emblem, das von den Federn des Fürsten von Wales geschmückt wird. Es wurde angebracht, nachdem der Fürst von Wales (später Eduard VII) 1870 das Lokal, wenn auch nur kurz, besuchte.
Das ehemalige Green Man Inn an der Kreuzung der Green Man Lane und der A15 war früher ein Anlaufpunkt für Reisende und möglicherweise einmal ein Gerichtsgebäude. 1741 wurde hier der Lincoln Club gegründet, der die „gehobenen Herren Lincolnshires“ bediente. Francis Dashwood, der Gründer des berüchtigten Hellfire Clubs, war hier Mitglied, sowie Lord Monson aus Burton und Lord Robert Manners aus Bloxholm.
Lincolnshire hat einige regional beliebte Speisen, darunter gestopftes Rückgrat und Haslet, ein gewürzter Hackbraten aus Schweinsinnereien. Navenby beheimatet außerdem Titelverteidiger vieler Lebensmittelwettbewerbe. Der Bäcker Pete Welbourne aus Navenby wurde Großbritanniens Bäcker des Jahres 2004 für das Rezept seines Lincolnshire Pflaumenbrots und die Schlachterei Olding Bros nahm mehrmals erfolgreich an einem jährlichen Wettbewerb teil, der die beste Schweinswurst Lincolnshires prämiert.
Es geht das Gerücht um, dass Navenby Teil des Temple Bruer Pentagramms ist. Das Pentagramm enthält die nahe gelegenen Städte Temple Bruer – welche starke Verbindungen zu den Tempelrittern im 12. Jahrhundert hat – sowie Wellingore und Harmston. Es sieht so aus, als befände sich die Mitte des Zeichens bei der Kläranlage westlich von Navenby. Das Pentagramm wird mit Magie verbunden und es wird oft behauptet, dass es Hexen Schutz geboten habe. Es hat jedoch ebenfalls Verbindungen zum Christentum, den Freimaurern und den Tempelrittern, die das Pentagramm als Symbol für Unendlichkeit, Verbundenheit und Einigkeit verwendeten.
Das Dorf ist über die Fernstraße A607 und zudem über die „verfluchte“ A15 zu erreichen, die am Ende der Green Man Lane vorbeiführt. Einer lokalen Geschichte zufolge stand an der Verbindung der beiden Straßen einst ein Baum, der für Erhängungen verwendet wurde und die dort Erhängten suchen die Gegend immer noch heim.
Die schottische Sängerin Barbara Dickson (OBE) lebte in den 1970ern kurzzeitig in Navenby. Sie trat 1982 in dem Musical Blood Brothers von Willy Russel auf und sang auf dem Album zum Musical Chess ein Duett mit Elaine Paige. Eine weitere bekannte Person aus Navenby ist Fenella Stoner, eine Künstlerin, die in der Royal Academy of Arts ausgestellt hat und oft Bilder vom Dorf und ihrem Garten malt.

## Öffentliche Einrichtungen

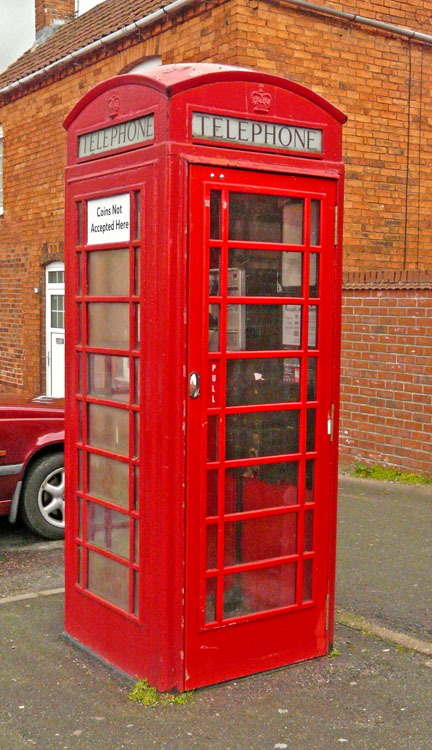
Telefonzelle in Navenby, Listed Building der Kategorie II

Navenby wird von Anglian Water mit Wasser versorgt und hat eine Kläranlage westlich des Dorfs.
Die Gesundheitspflege übernehmen der United Lincolnshire Hospitals NHS Trust und eine Arztpraxis in der North Lane in Navenby. Das nächstgelegene Krankenhaus ist das Lincoln County Hospital in der Greetwell Road in Lincoln, welches 14 km nördlich von Navenby liegt. Am zweitnächsten liegt das Grantham and District Hospital in der Manthorpe Road in Grantham. Die nächsten Zahnärzte befinden sich ebenfalls in Lincoln oder Grantham. Der East Midlands Ambulance Service NHS Trust betreibt Krankenwägen in der Region von Navenby und das Dorf wird von The Lincolnshire and Nottinghamshire Air Ambulance versorgt, die ihre Basis auf dem Royal Air Force Waddington am Rand des Dorfs Waddington hat.
Weitere Notfalldienste leistet die Lincolnshire Fire and Rescue, deren nächste Feuerwehrstützpunkte sich in Lincoln und Grantham befinden, und die Lincolnshire Police Force. Die nächsten Polizeistationen finden sich in Lincoln, Sleaford und Grantham.

## Sport und Freizeit
Navenby hat einen Bowlingklub, den Navenby Bowls Club, mit circa 50 Mitgliedern. Die Bowlingsaison dauert vom Mai bis zum August und die Klubmitglieder nehmen an drei Bowlingligen teil: Division 3 der Cliff Bowls League, Section C der City Evening League und Division 3 der Lincoln and District League. Während der Saison werden jede Woche mindestens drei abendliche Spiele abgehalten.

Logo des Navenby Juniors FC

Navenby hat außerdem mehrere Fußballteams für Kinder, die unter dem Navenby Juniors FC operieren. Die Teams spielen in den Unter-12-, Unter-11-, Unter-10-, Unter-9- und Unter-8-Abteilungen der Grantham Youth Football League. Das Unter-10-Team war 2006–07 League Champions und das Unter-11-Team war 2006–07 die Fair Play League Winners.
Das nahegelegene Lincoln hat eine Profifußballmannschaft, den Lincoln City F.C., genannt „The Imps“, die im Sincil-Bank-Stadion spielt. Tracey Duxbury aus Navenby ist Mitglied der Lady Imps-Mannschaft, der Frauenfußballmannschaft in Lincoln. Seit 2006 ist sie unter den jüngsten Besitzern einer UEFA B-Trainerlizenz.
Unter anderem existiert in Navenby die Navenby Archaeology Group, welche die historische Vergangenheit des Dorfs erforschen will. Außerdem gibt es das Women’s Institute, das 2007 seinen 40. Jahrestag feierte, und die Artists of Navenby, eine Gruppe von 40 Künstlern.